# Шкорпије
Шкорпије или скорпије, шкорпиони (лат. Scorpiones) спадају у најкрупније пауколике животиње, а вероватно најстарије (фосили потичу још из силура) и прве сувоземне зглавкаре. Насељавају углавном суптропске и тропске пределе мада их има и у умереној зони. Преко дана мирују сакривене испод лишћа и камења, а ноћу се активирају у потрази за храном. Величина им се креће од 13 mm до 25 cm. Углавном настањују пустиње, али су се прилагодиле великом броју различитих станишта. Присутне су на свим континентима осим Антарктика. Ред укључује 22 породице са преко 2.500 описаних врста.
Отров шкорпија је неуротоксичан и код већине врста није смртоносан за човека. Серум који се даје против отрова шкорпија ефикасан је само до одређеног времена након убода. Међутим, отров појединих врста може угрозити живот човека:
- врста  (на слици) која живи у пустињи Сахари и чији је отров исте јачине као отров кобре;
- врсте рода Centruroides које живе у Мексику.

## Спољашња грађа
Тело шкорпија подељено је на два региона прозому и опистозому које су широко спојене.
Прозома је кратка, четвртаста покривена на леђној страни чврстим оклопом, карапаксом. На леђној страни налазе се очи: један пар средишњих и неколико пари латералних. На трбушној страни нема оклопа већ је она заштићена основама ногу.
На прозоми се налазе следећи екстремитети:
1. пар су хелицере смештене испред усног отвора, у облику клешта, сићушне и изграђене од три сегмента;
2. пар су педипалпи, снажно развијени, клештолико завршени и главни знак распознавања скорпија; служе за хватање плена;
3. четири пара ногу за ходање од којих се свака састоји од 7 чланака.

Опистозома се састоји од два дела:
1. предњег, преабдомена (мезозома) кога гради 7 чланака;
2. задњег, постабдомена (метазома) који је изграђен од 5 чланака, на његовом крају се налази повијена бодља.

Опистозомални сегменти су сви добро заштићени спољашњим скелетом који је изграђен од 4 плоче:
1. тергит на дорзалној (леђној) страни;
2. стернит, на вентралној (трбушној) страни;
3. плеуре постављене са стране и мембранозне.

На опистозоми се налазе остаци екстремитета:
- на првом сегменту (он је, у ствари други, јер је први редукован) се налази оперкулум који као поклопац покрива полни отвор;
- чулни израштаји облика чешља
- листолика плућа.

Када шкорпија хвата плен онда је њен постабдомен подигнут и повијен напред преко тела (на слици) тако да је бодља управљена ка жртви и спремна за напад. Бодља, којом се завршава опистозома се, према ембрионалном пореклу, сматра чланком. У њеној проширеној основи налази се парна отровна жлезда чији се отвор налази на врху бодље. Жлезда је обавијена мишићима чије контракције убризгавају отров у жртву. 
Шкорпије се хране ситним зглавкарима које хватају клештоликим педипалпима, а убијају убодом бодље.

## Унутрашња грађа
Варење усмрћеног плена почиње радом хелицера које мацерирају плен и излучивањем сокова из предњег црева на њега. Полусварену храну усисавају ждрелом из кога храна иде дање у једњак па у средње црево и жлезде за варење где се вари до краја, а затим и апсорбује. Несварени састојци хране се пребацују у задње црево и преко аналног отвора избацују у спољашњу средину.
Излучивање се обавља помоћу:
1. два пара Малпигијевих цевчица које се изливају између средњег и задњег црева;
2. пара коксалних жлезда које се изливају у базу трећег пара ногу за ходање.
Крвни систем је отвореног типа и састоји се од:
- срца смештено у перикардијуму у преабдомену; крв из перикардијума доспева у срце преко отвора остија;
- артерија које одводе крв из срца у све делове тела;
- синуса, у које се крв из артерија излива;
- венозних канала, којима се крв из синуса враћа у срце.

Дисање се врши помоћу 4 пара листоликих плућа која су утопљена у крви вентралног синуса. У њему се крв оксидује, а затим враћа у срце.
Нервни систем се састоји од:
- мозга
- седам парова ганглија које граде трбушно нервно стабло.

Чулни органи скорпија су:
- тактилни у облику чулних длачица различитих облика;
- очи еверзног типа;
- чешљолики остаци екстремитета на којима се налазе чулне ћелије чија функција није довољно проучена.

Шкорпије су одвојених полова са слабо израженим полним диморфизмом који се углавном огледа у томе што мужјаци на оперкулуму имају кукице и по облику бодљи и педипалпи. Гонаде код мужјака и женки су врло сличне грађе, састоје се од групе цевчица од које полазе одводи који се изливају у генитални атријум.
Приликом копулације шкорпије показују врло специфично понашање познато као игра парења. Мужјаци полажу сперматозоиде на земљу, а женке их уносе у тело преко полног отвора. Развиће оплођених јаја одвија се у телу женке и траје од неколико месеци до годину дана, а некада и дуже. После завршеног развића рађа се од 6 до 90 младих дужине неколико милиметара који на леђима мајке бораве око недељу дана, односно, до првог пресвлачења.

## Класификација
Ред Scorpiones је подељен на седам фамилија са преко 100 родова и око 700 врста. Најпознатије су следеће фамилије и родови:
- породица Buthidae је распрострањена на свим континентима са родовима:

род ;
род ;
род , чија врста M. gibbosus живи на просторима бивше Југославије;
- породица Chactidae, као и претходна насељава скоро све континенте; припадају јој родови:

, чије врсте E. italicus, E. carpathicus и E. migrelicus живе у Србији;
;
- породица Vejovidae, распрострањена у Америци и Европи;
- породица Diplocentridae, насељава тропске и суптропске пределе; припада јој род Nebo;
- породица Scorpionidae којој припадају родови:

## Еволуција

### Фосилни запис
Фосили шкорпиона пронађени су у многим слојевима, укључујући морске силуријске и естуарске девонске наслаге, наслаге угља из периода карбона и у ћилибару. Да ли су рани шкорпиони били морски или копнени, расправљало се, иако су имали плућа као што су модерне копнене врсте. Описано је преко 100 фосилних врста шкорпиона. Најстарији пронађен узорак из 2021. је Dolichophonus loudonensis, који је живео током силура, у данашњој Шкотској. Gondwanascorpio из Девона је међу најранијим познатим копненим животињама на суперконтиненту Гондвана. Неки палеозојски шкорпиони поседовали су композитне очи сличне онима еуриптерида. Фосили из тријаса Protochactas и Protobuthus припадају модерним кладама Chactoidea и Buthoidea, што указује да се крунска група модерних шкорпиона појавила до тог времена.